# Всмоктування жирів
Всмо́ктування жирі́в можливе після гідролізу їх під впливом ліпази підшлункового і кишкового соків до нітрогліцеринів і жирних кислот і відбувається при участі жовчних кислот шляхом активного транспорту. В клітинах кишечника відбувається ресинтез нейтрального жиру з утворенням дрібних його часточок — хіломікронів, які переходять в лімфу, а з нею в кров. Більша частина жиру відкладається в жирових депо. Посилюють всмоктування жирів гормони кори наднирників, щитоподібної залози, секретин, холецистокінін-панкреозимін.